# Bebenhäuser Pfleghof (Esslingen)
Der Bebenhäuser Pfleghof in Esslingen gehörte ehemals zum Zisterzienserkloster Bebenhausen. 1229 erstmals genannt, ging er 1535 in die Hand des Kirchenrates über, der ihn vermietete. 1803 ging er an die Stiftungsverwaltung, die in ihm ihren Sitz einrichtete, später wurde er von verschiedenen Gewerbebetrieben genutzt. 1980 wurde er Eigentum der Stadt Esslingen, die 1981 zuerst die Volkshochschule und 1988 die Stadtbücherei Esslingen darin unterbrachte, die ihn bis heute nutzt. Er ist ein geschütztes Kulturdenkmal.

## Bedeutung für Esslingen
Der Bebenhäuser Pfleghof gehörte als Außenstelle zum Besitz des Klosters Bebenhausen, unweit von Tübingen gelegen. Im Jahr 1342 ging das Kloster aus dem Besitz der Pfalzgrafen von Tübingen an die Grafen von Württemberg über und wurde 1535 nach der Reformation, von Ulrich von Württemberg unter Vollmacht des Kirchenrates gestellt. Der Pfleghof in Esslingen ist einer von acht Pfleghöfen, die das Kloster Bebenhausen besaß, neben denen in Tübingen, Reutlingen, Stuttgart, Weil der Stadt, Brackenheim, Bönnigheim und Ulm. Der Baukomplex des geschützten Kulturdenkmals und die noch im Boden überlieferten Zeugnisse liefern wichtige Informationen zur Nutzung und Architektur von Pfleghöfen. Die Anlage veranschaulicht auch die wirtschaftliche Bedeutung der Klöster für die ehemalige Reichsstadt Esslingen und ihr Stadtgefüge.

## Funktion

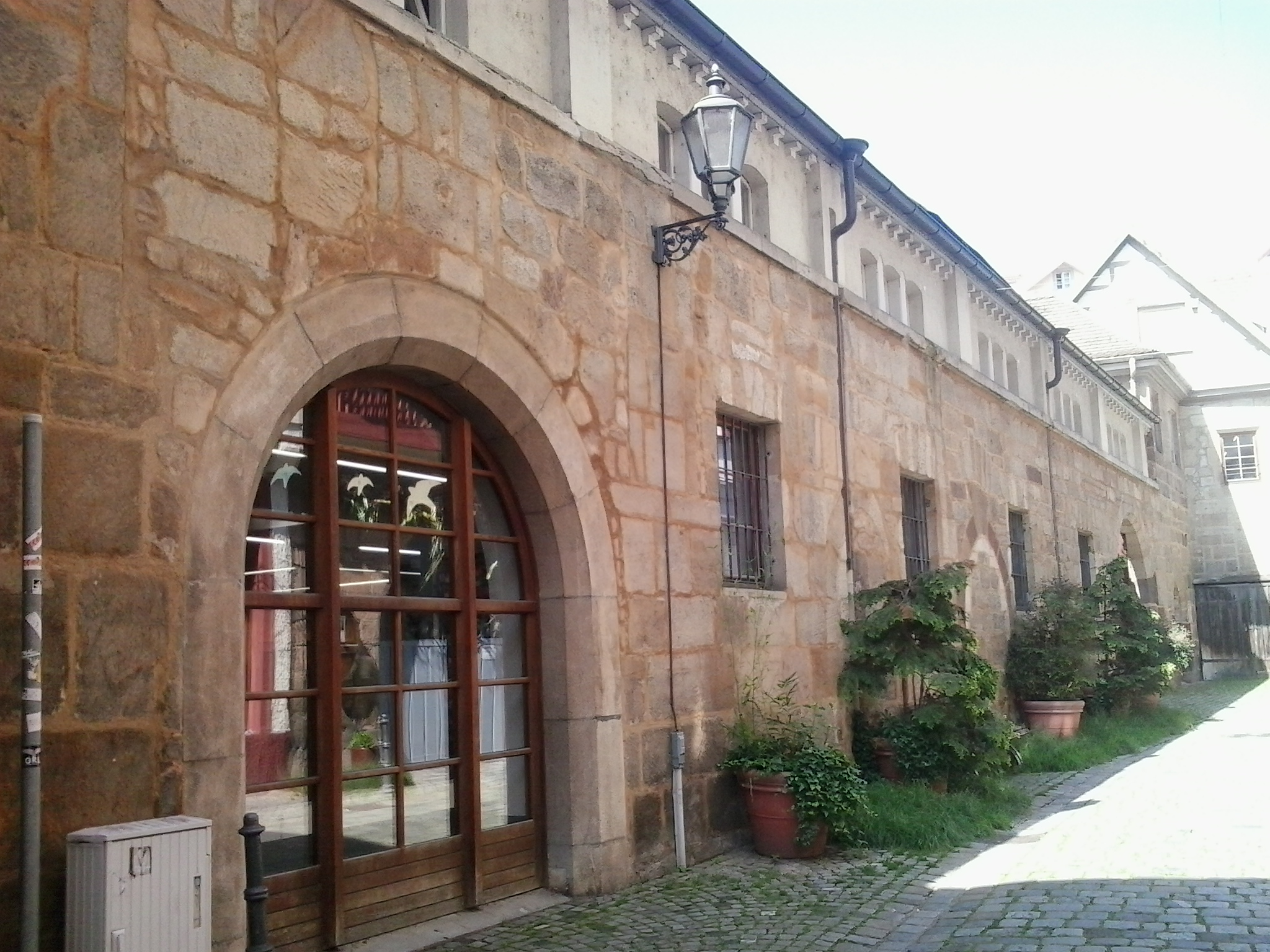
Reste des Kutscherhauses, Teil der Stadtbibliothek, Webergasse 6

Der Pfleghof in Esslingen diente dem Kloster in mehreren Funktionen. Zum einen war er Ruheort und Absteige für Mönche und Äbte, die sich zu Verhandlungen mit Fürsten in der Stadt trafen. Zum anderen erfüllte er wichtige wirtschaftliche Funktionen für das Kloster. So wurde er als Lagerplatz und Handelsplatz für landwirtschaftliche Erzeugnisse, vor allem Wein und Getreide, genutzt. Ebenfalls war er der Sammelpunkt für die Steuerabgaben, die die Bewohner in Form von Naturalien an das Kloster abgeben mussten. Der Verwalter des Pfleghofs ist nur in wenigen Fällen namentlich bekannt, obwohl er offensichtlich eine wichtige Funktion innehatte, die das Beherrschen von Lesen, Rechnen und Schreiben voraussetzte. Der letzte namentlich bekannte Verwalter des Pfleghofs ist Michael Stopper aus dem Jahr 1527.
Die wirtschaftliche Funktion des Pfleghofs verlor jedoch in der Reformationszeit an Bedeutung nach der Übergabe an den Kirchenrat. Fortan wurde dieser nur noch als Lagerort für Getreide und Wein genutzt, während die Verwaltung und Steuerregulierungen an den Pfleghof in Stuttgart verlegt wurden. In der Folgezeit wurde versucht, den Pfleghof zu vermieten, im 17. und 18. Jahrhundert wurde sogar versucht, die Gebäude zu verkaufen. Ab dem Jahr 1803 stand der Pfleghof unter der Aufsicht der Stiftungsverwaltung, die ihn anfänglich als ihren Sitz nutzte und ihn später von Unternehmen, wie der Kessler Sektkellerei ab 1868, der Buchdruckerei Schreiber ab 1894 und der Firma Nanz ab 1920, nutzen ließ. 1980 ging der Baukomplex in den Besitz der Stadt Esslingen über, die 1981 zuerst dort ihre Volkshochschule einziehen ließ, bevor sie 1988 darin die Stadtbücherei unterbrachte, die bis heute dort ihren Sitz hat.

## Baugeschichte und Bauuntersuchung

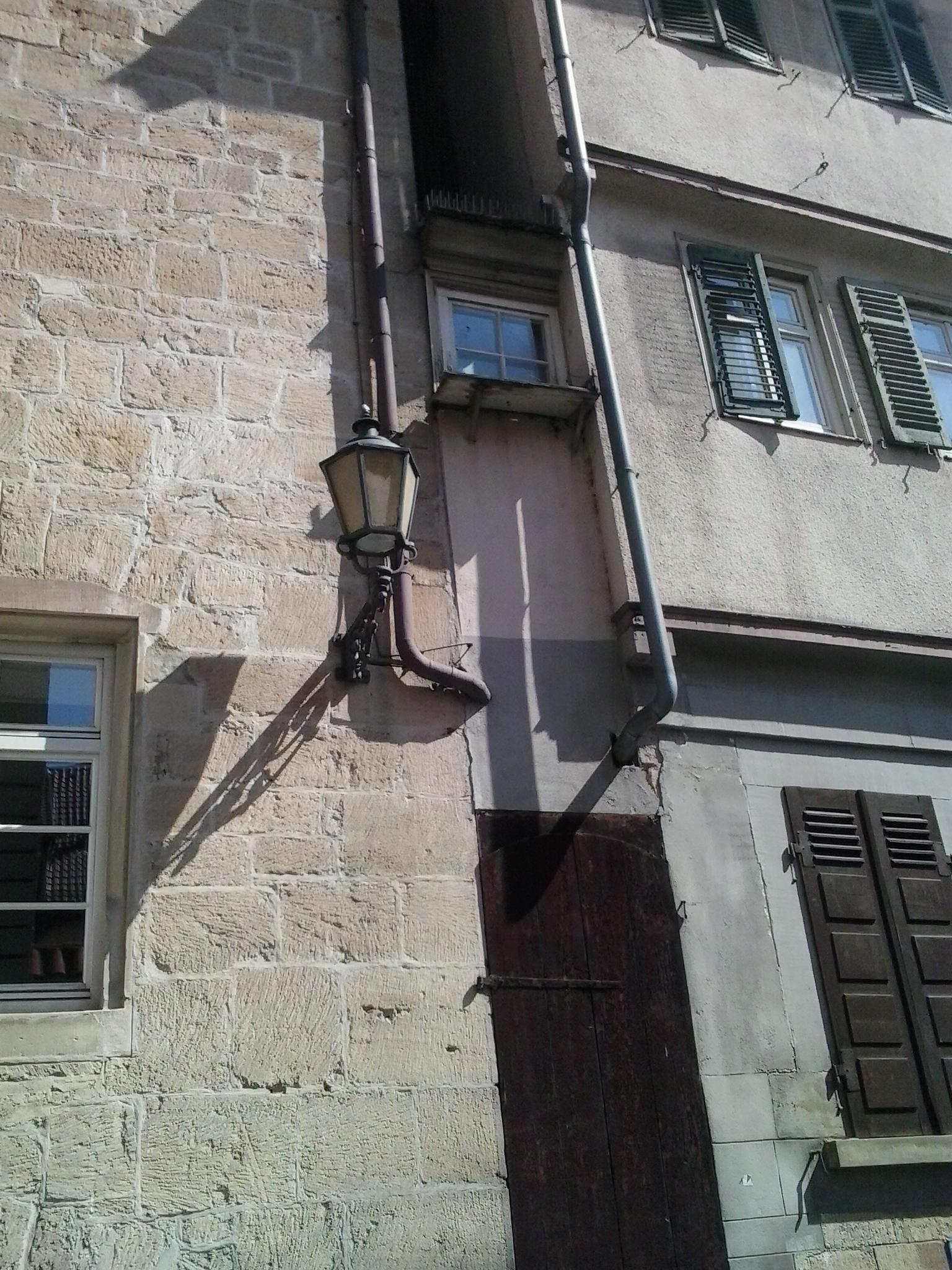
Ein Aborterker – gut sichtbar von der Heugasse

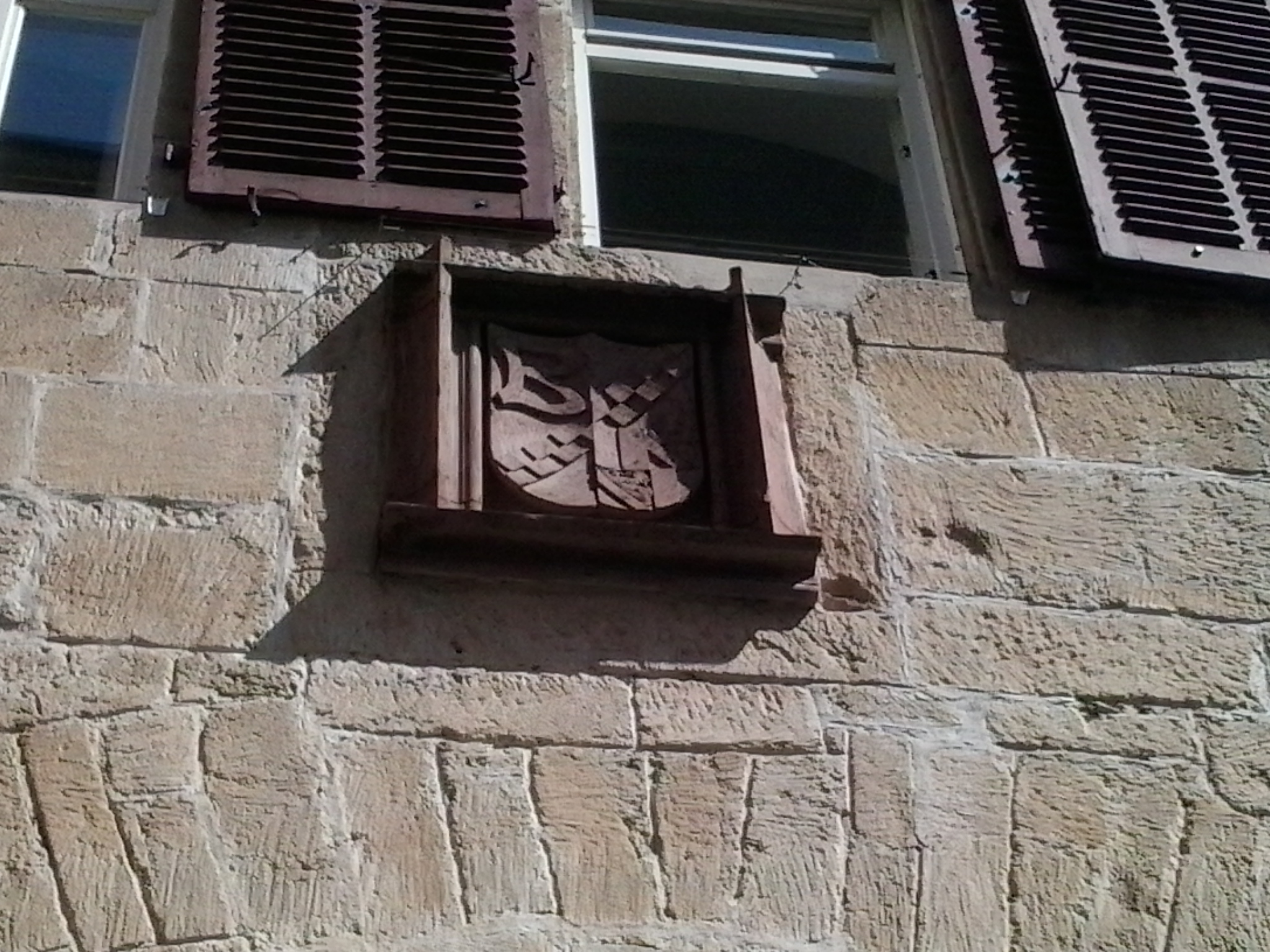
Wappen des Abtes Johann v. Friedingen
Heugasse 9

Der heutige Bau besteht aus drei Teilen: Dem ursprünglichen Wohnhaus, den Resten der Pfleghofkapelle und dem Kutscherbau. Er grenzt wegen seiner Größe an zwei Straßen, an die Webergasse und an die Heugasse. Das Gebäude hat außerdem drei Stockwerke und einen Keller.
Das 1257 erstmals notierte Steinhaus grenzt an die Webergasse. Es misst etwa 24,36 m × 16,60 m. Sein Westflügel enthält die Außenwand eines Wohnturms aus der Zeit von 1200 bis 1250.
Die Außenwand besteht im unteren Teil aus Buckelquadern. Ein Aborterker, der vom Hafenmarkt aus sichtbar ist, wird von Konsolenresten umrahmt, die auf einen ursprünglichen Fachwerkbau hindeuten, der 1770 abgerissen wurde.
Ein Kleeblattbogenfenster und Steinmetzzeichen bestärken die Datierung ins 13. Jahrhundert.
Die Pfleghofkapelle wurde 1339 vom Priester Albrecht von Owen gestiftet. Sie wurde zur gleichen Zeit wie der Wohnbau 1770 abgerissen.
Deshalb ist über ihre Baugeschichte nichts bekannt. Nur die Westwand wurde belassen und im neuen Gebäude wiederverwendet.
Der heutige Bau weist nach dendrochronologischen Untersuchungen eine Datierung von 1499/1500 auf.
Dessen West- und Südflügel haben einen liegenden, verblatteten Dachstuhl. Der frühere Fachwerkbau lag zur Seite des Hofes.
In der Heugasse führte ehemals ein Rundbogenportal im Westflügel durch einen nach 1770 entfernten Kellerhals zu einem heute noch vorhandenen nordwestlich gelegenen Keller.
Im Erdgeschoss der Eingangshalle des Südflügels befindet sich die Kelterhalle. Man betritt sie durch ein eindrucksvolles Spitzbogenportal, über dem das alte Wappen des Abtes Johann von Friedingen hängt. Die Halle ist mit Eichenholzstützen ausgestattet, die wie auch im Bebenhäuser Pfleghof in Tübingen unten viereckig beginnen und sich in der Höhe zum Achteck wandeln. Deren Büge dienen als Unterzüge für die Decke.
Die Obergeschosse wurden früher als Speicher verwendet. Er wurde vermutlich im 18. Jahrhundert durch Wohnräume ersetzt.
Im Grundbuch von 1719 findet sich außerdem ein nicht mehr vorhandener Brunnen innerhalb des trapezförmigen Innenhofes Erwähnung.
Der Eingang des Kutscherbaus befindet sich an der Webergasse 6. Teile davon werden auf 1510/11 datiert. Er wurde um 1770 für 510 Gulden mit der Erlaubnis zum Abriss versteigert. Geblieben ist jedoch die Nordmauer mit ihrem steinernen Brustgesims. Er fand bis in das 18. Jahrhundert als Pferdestall und Fruchtkasten Verwendung.
Um 1868 wurde die Hoffläche mit einer Halle überbaut, die 1935 erneuert wurde. Diese ist heute in zwei Geschosse geteilt und wird als Büchersaal genutzt. Bei der Unterbringung der Stadtbücherei hat man jüngere Einbauten beseitigt und den Bestand weitgehend erhalten.